# 有翅铁角蕨
有翅铁角蕨（学名：Asplenium alatulum）为铁角蕨科铁角蕨属下的一个种。

## 扩展阅读
維基物種上的相關：有翅铁角蕨